# Thomas Cheney
 Thomas Cheney (ur. ok. 1485 w Shurland House w Eastchurch na wyspie Sheppey, zm. 15 grudnia 1558 w Minster-in-Sheppey) – angielski szlachcic, syn Williama Cheneya i Agnes (lub Margaret) Young. Jego opiekunem był sir John Cheney, który był chorążym króla Henryka VII w bitwie pod Bosworth.
Thomas Cheney został w 1513 r. pasowany na rycerza. Był obecny podczas negocjacji Henryka VIII z królem Francji Franciszkiem I na Polu Złotogłowia w 1520 r. Później trzykrotnie posłował do Francji. Był faworytem Anny Boleyn a także zaufanym Henryka VIII. Od początku lat 30. XVI w. był skarbnikiem dworu królewskiego. Był również członkiem Tajnej Rady. Reprezentował również hrabstwo Kent we wszystkich parlamentach owej doby, z wyjątkiem 1555 r. W 1539 r. został kawalerem Orderu Podwiązki.
W 1536 r. został lordem strażnikiem Pięciu Portów. Urząd ten sprawował do swojej śmierci, z wyjątkiem czterech miesięcy od kwietnia 1545 r., kiedy złożony chorobą przekazał tymczasowo swoje kompetencje Thomasowi Seymourowi. Cheney był również konstablem zamku Saltwood, Queenborough, Rochester i Dover. W latach 1551–1553 był lordem namiestnikiem Kentu.
Po śmierci Henryka VIII Cheney utrzymał się na dworze królewskim. W 1547 r., podczas wyprawy Lorda Protektora, księcia Somerset, na Szkocję, Cheney zasiadał w Radzie Regencyjnej. W 1553 r. sprzeciwił się planom osadzenia na tronie Jane Grey i poparł księżniczkę Marię Tudor. Po jej wstąpieniu na tron jako jedyny zachował wszystkie swoje urzędy. Zmarł niedługo po wstąpieniu na tron Elżbiety I.
Cheney był dwukrotnie żonaty. Po raz pierwszy ożenił się pomiędzy 1509 a 1514 r. z Frideswide Frowich. Miał z nią troje dzieci: Frances, Johna i Cecily (lub Catherine). Jego drugą żoną była Anne Broughton (zm. 1561), córka sir Johna Broughtona. Ślub odbył się w 1539 w Toddington w Bedfordshire. Thomas miał z Anne jednego syna, Henry’ego, 1. barona Cheney.